# Mojuí Dos Campos
Mojuí Dos Campos är en kommun i Brasilien.   Den ligger i delstaten Pará, i den centrala delen av landet, 1 600 km nordväst om huvudstaden Brasília.
I omgivningarna runt Mojuí Dos Campos växer i huvudsak städsegrön lövskog. Runt Mojuí Dos Campos är det ganska glesbefolkat, med 21 invånare per kvadratkilometer.